# Challenger de Kobe
El Kobe Challenger es un torneo profesional de tenis. Pertenece al ATP Challenger Tour. Se juega desde el año 2015 sobre pistas de dura bajo techo, en Kobe, Japón.

## Palmarés

### Individuales
| Año  | Campeón          | Finalista                | Resultado       |
| ---- | ---------------- | ------------------------ | --------------- |
| 2015 | John Millman     | Taro Daniel              | 6–1, 6–3        |
| 2016 | Chung Hyeon      | James Duckworth          | 6–4, 7–62       |
| 2017 | Stéphane Robert  | Calvin Hemery            | 7–61, 6–75, 6–1 |
| 2018 | Tatsuma Ito      | Yosuke Watanuki          | 3–6, 7–5, 6–3   |
| 2019 | Yosuke Watanuki  | Yūichi Sugita            | 6–2, 6–4        |
| 2020 | No celebrado     | No celebrado             | No celebrado    |
| 2021 | No celebrado     | No celebrado             | No celebrado    |
| 2022 | Yosuke Watanuki  | Frederico Ferreira Silva | 6–73, 7–5, 6–4  |
| 2023 | Duje Ajduković   | Sho Shimabukuro          | 6–4, 6–2        |
| 2024 | Alexander Blockx | Jurij Rodionov           | 6–3, 6–1        |

### Dobles
| Año  | Campeones                             | Finalistas                                | Resultado         |
| ---- | ------------------------------------- | ----------------------------------------- | ----------------- |
| 2015 | Sanchai Ratiwatana Sonchat Ratiwatana | Chen Ti Franko Škugor                     | 6–4, 2–6, [11–9]  |
| 2016 | Daniel Masur Ante Pavić               | Jeevan Nedunchezhiyan Christopher Rungkat | 4–6, 6–3, [10–6]  |
| 2016 | Daniel Masur Ante Pavić               | Jeevan Nedunchezhiyan Christopher Rungkat | 4–6, 6–3, [10–6]  |
| 2017 | Ben McLachlan Yasutaka Uchiyama       | Jeevan Nedunchezhiyan Christopher Rungkat | 4–6, 6–3, [10–8]  |
| 2018 | Gonçalo Oliveira Akira Santillan      | Li Zhe Go Soeda                           | 2–6, 6–4, [12–10] |
| 2019 | Purav Raja Ramkumar Ramanathan        | André Göransson Christopher Rungkat       | 7–66, 6–3         |
| 2020 | No celebrado                          | No celebrado                              | No celebrado      |
| 2021 | No celebrado                          | No celebrado                              | No celebrado      |
| 2022 | Shinji Hazawa Yuta Shimizu            | Andrew Harris John-Patrick Smith          | 6–4, 6–4          |
| 2023 | Evan King Reese Stalder               | Andrew Harris Nam Ji-sung                 | 7–63, 2–6, [10–7] |
| 2024 | Vasil Kirkov Bart Stevens             | Kaichi Uchida Takeru Yuzuki               | 7–67, 7–5         |